# Kubáňovo
Kubáňovo és un poble i municipi d'Eslovàquia que es troba a la regió de Nitra, al sud-oest del país. El 2011 tenia 295 habitants.

## Història
La primera menció escrita de la vila es remunta al 1236.

## Demografia
| Godina             | 1994 | 2004    | 2014   | 2024    |
| ------------------ | ---- | ------- | ------ | ------- |
| Nombre de persones | 336  | 296     | 286    | 251     |
| Diferència         |      | −11,90% | −3,37% | −12,23% |

| Godina             | 2023 | 2024   |
| ------------------ | ---- | ------ |
| Nombre de persones | 261  | 251    |
| Diferència         |      | −3,83% |